# Růžena Maturová

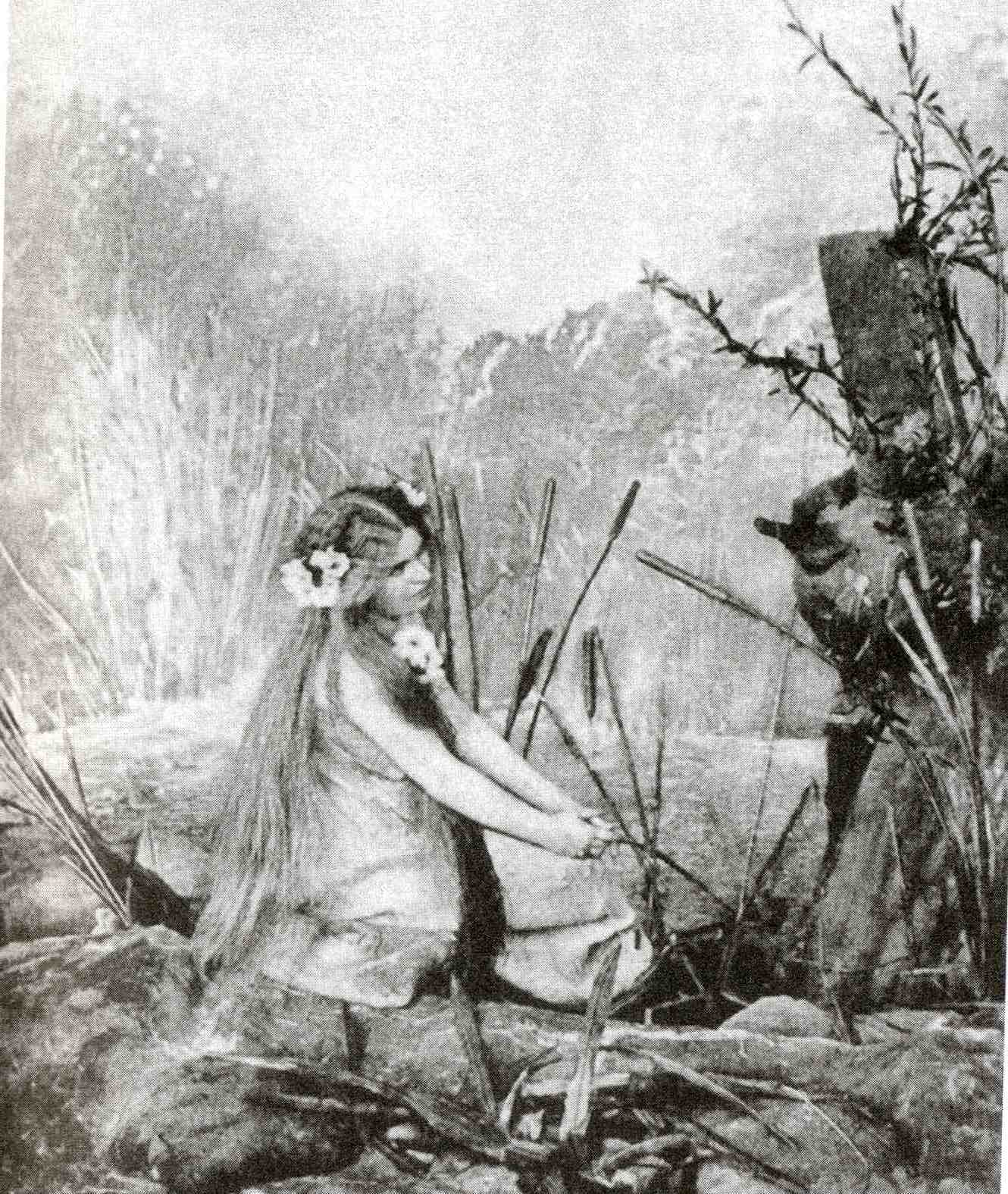
Růžena Maturová als Rusalka (1901)

Růžena Maturová (geboren 2. September 1869 in Prag, Österreich-Ungarn; gestorben 25. Februar 1938 in Prag) war eine tschechische Opernsängerin.

## Leben
Růžena Maturová war Schülerin der Gesangspädagogin Marie Löwe-Destinn. Sie begann ihre Karriere im Stimmfach Sopran am Stadttheater in Teplice, von 1890 bis 1893 sang sie unter dem Namen Rosa Matura bei Felix Weingartner am Hoftheater Mannheim. 1893 sang sie in einem Gastspiel im Theater unter den Linden in Berlin als Marie in der Verkauften Braut. 1893 wurde sie Mitglied des Nationaltheaters Prag und war dort bis zu ihrem Bühnenrücktritt 1910 die führende Sopranistin. Sie trat vor allem als Interpretin der Opern von Bedřich Smetana (Libuše) und Dvořáks hervor. Sie sang 1901 in der Uraufführung die Rusalka. Sie sang auch in den Uraufführungen von Dvořáks Čert a Káča (Katinka und der Teufel) 1899 und Armida 1904, weiterhin die Eva (1897) von Josef Bohuslav Foerster und von Zdeněk Fibich die Titelpartien in Hedy (1896) und Sárka (1897).
Ihr Repertoire umfasste Werke von Mozart, Verdi, Wagner und Puccini. Sie unternahm  Konzerttourneen durch Nordamerika (1907), nach Russland, Polen und Serbien. Leoš Janáček widmete ihr das zweite Heft seiner Mährischen Volkslieder. Maturová arbeitete später als Gesangspädagogin in Prag. Anfang der 1920er Jahre spielte sie in einigen Stummfilmen, die in der Tschechoslowakei produziert wurden, mit.
Sie war mit dem Mannheimer Dramaturgen Ludwig Schreiner (1870–1896) und dem Prager Dirigenten Frantisek Jílek (1865–1911) verheiratet. Sie ist auf dem Olšanské hřbitovy bestattet.